# Pirovac
Pirovac je pobřežní opčina v Chorvatsku, vzdálená 26 km od města Šibenik.
První historická zmínka o Pirovacu pochází z roku 1298 - tehdy ještě pod jménem „Zlosela“. V té době patřila opčina šlechtici z Bribiru — rodina Šubićů — později se stala majetkem diecéze v Šibeniku.
Samotné sídlo bylo založeno v 15. století uprchlíky, kteří utekli před Turky. Nicméně tato oblast byla osídlena již o mnoho století dříve, jelikož se zde nacházejí pozůstatky z Římské říše, nalezené na ostrůvku Sveti Stjepan.
Obranná zeď, postavená okolo roku 1505 Petarem Draganićem, je v obci částečně dochována dodnes. Farní kostel Sv. Jiří z roku 1506 byl v 18. století zrestaurován do barokního stylu. Hřbitovní kaple rodiny Draganićů a Vrančićů obsahuje sarkofág s reliéfem, jež byl vytvořen roku 1447 a jehož autory jsou Andrija Budčić ze Šibeniku a Lorenzo Pincino z Benátek. Na ostrůvku Sveti Stjepan byly před vesnicí rovněž nalezeny římské artefakty. Nachází se zde i ruiny Františkánského kláštera z roku 1511, jež byl zničen v roce 1807.